# Studená (powiat Rymawska Sobota)
Studená – wieś (obec) na Słowacji położona w kraju bańskobystrzyckim, w powiecie Rymawska Sobota. Pierwsze wzmianki o miejscowości pochodzą z roku 1304. 
Według danych z dnia 31 grudnia 2012, wieś zamieszkiwało 277 osób, w tym 151 kobiet i 126 mężczyzn.
W 2001 roku rozkład populacji względem narodowości i przynależności etnicznej wyglądał następująco:
- Słowacy – 8%
- Romowie – 7,64%
- Węgrzy – 84%

Ze względu na wyznawaną religię struktura mieszkańców kształtowała się w 2001 roku następująco:
- Katolicy rzymscy – 94,91%
- Grekokatolicy – 0,36%
- Ewangelicy – 1,09%
- Ateiści – 0,36%
- Nie podano – 1,45%